# Krasna Taliwka
Krasna Taliwka (ukrainisch Красна Талівка; russisch Красная Таловка/Krasnaja Talowka) ist ein Dorf im Osten der ukrainischen Oblast Luhansk mit etwa 1000 Einwohnern.
Das 1913 gegründete Dorf liegt am linken Ufer des Derkul und grenzt wegen seiner Lage als linksufriger Landstreifen innerhalb des russischen Territoriums im Norden und Süden an die russische Oblast Rostow (Rajon Millerowo). Die ehemalige Rajonshauptstadt Stanyzja Luhanska liegt 45 Kilometer südwestlich, die Oblasthauptstadt Luhansk ist 48 Kilometer südwestlich gelegen.
Nördlich des Ortes befindet sich der Grenzübergang Krasna Taliwka nach Russland, am 26. August 2014 kam es zu einem Angriff von Terroristen auf den Grenzposten, bei dem vier ukrainische Soldaten starben.
Am 12. Juni 2020 wurde das Dorf ein Teil der neugegründeten Landgemeinde Schyrokyj bis bildete es zusammen mit dem rechtufrig gelegenen Dorf Krasnyj Derkul (Красний Деркул) die gleichnamige Landratsgemeinde Krasna Taliwka (Красноталівська сільська рада/Krasnotaliwska silska rada) im Osten des Rajons Stanytschno-Luhanske.
Seit dem 17. Juli 2020 ist sie ein Teil des Rajons Schtschastja.